# رودريغو سوتو (لاعب كرة قدم)
رودريغو سوتو (بالإسبانية: Rodrigo Soto)‏ هو لاعب كرة قدم ومدرب كرة قدم تشيلي، ولد في 30 أكتوبر 1980 في سانتياغو في تشيلي. لعب مع ديبورتيس ماجالانز.

## وصلات خارجية
- رودريغو سوتو على موقع قاعدة بيانات كرة القدم.إي يو (الإنجليزية)
- رودريغو سوتو على موقع Soccerway.com (الإنجليزية)